# Ovambosparvhök
Ovambosparvhök (Accipiter ovampensis) är en fågel i familjen hökar inom ordningen hökfåglar.

## Utseende

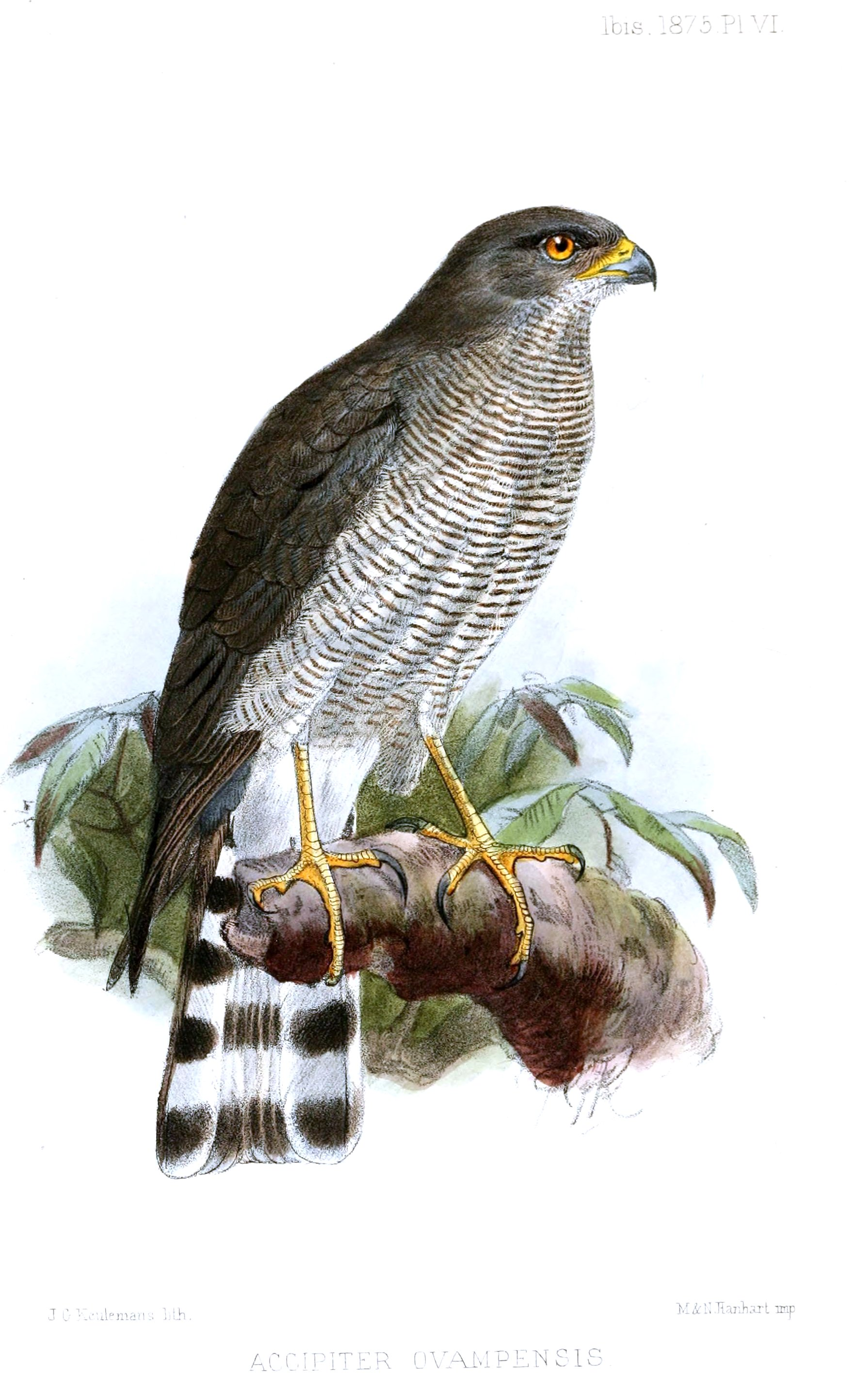

Med sina relativt långa, spetsiga vingar och korta ben liknar ovambosparvhöken mer en liten falk än en sparvhök till utseendet. Längden är 30–40 cm, vingspannet 60–75 cm, vikten för hannen 105–190 g och vikten för honan 180–305 g.  Huvudet är litet, med svart näbb, stjärten är fyrkantig, tårna är relativt långa, och arten kännetecknas också enkelt av de mörkröda, nästan svarta ögonen, de orangeröda benen och orangeröd vaxhud.
Den vuxna hanliga ovambosparvhöken är grå på ovansidan, med vita markeringar på stjärten, fin vattringing nedanför den (inklusive på halsen och låren) och band på stjärten och flygfjädrarna. De centrala delarna av stjärtfjädrarna har vita fläckar. Honan är mycket större än hannen och brunare på ovansidan. En sällsynt mörk (melanistisk) morf förekommer också ibland. Den är övervägande svartbrun, men fortfarande har stjärten och undervingsmönstren de färger som den gråa morfen har, med de bandade flygfjädrarna som kontrasterar starkt mot de svarta vingfodren.
Juvenila ovambosparvhökar förekommer också i två färgmorfer. De är bruna på ovansidan och antingen rödbruna på undersidan, eller strimmiga och vattrade med vitt på undersidan. De har blekt huvud och kontrasterande mörka kinder. Dessa former har dock ingen koppling till de vuxna fåglarna. De unga har också mörkbruna ögon, en blekorange vaxhud och ben, en tunnare, bandad stjärt, bandade vingar och ett blekt, iögonfallande ögonbrynsstreck. Ovambosparvhöken förväxlas lätt med gabarhöken (Melierax gabar), som har liknande utseende, men den senare har en vit bakdel, vanligtvis grått bröst, röda ben, ett större huvud och ett annat stjärtmönster. Den rödbruna morfen hos den unga ovambohöken liknar både den vuxna och den unga rostbröstade sparvhöken (Accipiter rufiventris), men kan särskiljas från den med dess mörka öga, orange snarare än gul vaxhud och gula ben, och mer framträdande ögonbrynsstreck.

## Utbredning och systematik
Fågeln förekommer lokalt på savanner och i taggig buskmark i Afrika söder om Sahara, mer specifikt huvudsakligen i två områden, dels från Senegal, Gambia och Sierra Leone österut till Centralafrikanska Republiken och lokalt till Etiopien, dels från Uganda och Kenya söderut till Angola, norra Namibia, Botswana och norra Sydafrika. Den behandlas som monotypisk, det vill säga att den inte delas in i några underarter. Genetiska studier visar att den står nära madagaskarsparvhöken (Accipiter madagascariensis).

## Status och hot
Arten har ett stort utbredningsområde och tros öka i antal. Internationella naturvårdsunionen IUCN listar den därför som livskraftig (LC).

## Namn
Fågelns svenska och vetenskapliga artnamn syftar på floden Ovambo i Angola.